# Guerreros FC
Guerreros FC – meksykański klub piłkarski z siedzibą w mieście Hermosillo, stolicy stanu Sonora. Funkcjonował w latach 2009–2010. Domowe mecze rozgrywał na obiekcie Estadio Héroe de Nacozari.

## Historia
Klub powstał w czerwcu 2009, gdy drugoligowy klub Real Colima przeniósł się do miasta Hermosillo i zmienił nazwę na Guerreros FC. Na debiutanckim meczu Guerreros w drugiej lidze na Estadio Héroe de Nacozari zjawiło się ok. 13 000 widzów. Liczba ta w kolejnych miesiącach sukcesywnie malała w miarę słabych występów drużyny i konkurencji ze strony baseballowego klubu Naranjeros de Hermosillo, reprezentującego popularniejszą w regionie dyscyplinę sportu.
W swoim premierowym sezonie Apertura 2009 drużyna zajęła ostatnie, siedemnaste miejsce w lidze. Równolegle klub zmagał się z niewypłacalnością wobec swoich zawodników. W kolejnym sezonie Bicentenario 2010 ponownie uplasował się na ostatniej lokacie w tabeli. Bezpośrednio po tym Guerreros spadł z drugiej ligi meksykańskiej, lecz ostatecznie pozostał w niej dzięki powiększeniu rozgrywek do osiemnastu klubów. W sezonie Apertura 2010 zespół zajął dziewiąte miejsce w tabeli.
W grudniu 2010 klub został wykluczony z rozgrywek drugoligowych przez Meksykański Związek Piłki Nożnej wskutek poważnych zaległości płacowych wobec piłkarzy i przestał istnieć.

## Zawodnicy
- Carlos Arenas (2010)
- Jonathan Arenas (2010)
- Esteban Barraza (2009–2010)
- Ernesto Benítez (2010)
- Alejandro Berber (2009)
- Francisco Bravo (2009)
- Armando Candía (2010)
- Néstor Casillas (2010)
- Gil Enríquez (2010)
- Flávio Rogério (2010)
- Cristian Flores (2009)
- Héctor Flores (2009)
- Alfredo Frausto (2010)
- Adrián Gallegos (2009–2010)
- Eduardo García (2009–2010)
- José Enrique Garza (2009–2010)
- Héctor Giménez (2010)
- Omar Gómez (2009)
- Homero Guajardo (2010)
- Luis Guevara (2009)
- Héctor Hernández (2010)
- José Luis Hernández (2010)
- José Rubén López (2009)
- David Maldonado (2010)
- Fabian Mares (2010)
- Ángel Marrón (2009)
- Edgar Martínez (2009)
- Heriberto Martínez (2009)
- Oscar Martínez (2010)
- Enrique Meléndrez (2010)
- José Luis Mendoza (2010)
- Juan Montano (2010)
- David Moreno (2009–2010)
- José de Jesús Mosqueda (2009–2010)
- Luis Naranjo (2009)
- Roberto Nurse (2009)
- José Ojeda (2010)
- Ricardo Ortiz (2010)
- Omar Osorno (2009)
- David Oteo (2010)
- Jesús Otero (2009–2010)
- Erick Palafox (2009–2010)
- Sergio Pérez (2009–2010)
- Luis Rolando Ramírez (2010)
- Jorge Ramírez (2009)
- Rodolfo del Real (2010)
- Alan Rivas (2010)
- Daniel Román (2010)
- Rubén Rubio (2009)
- Edson Salazar (2010)
- Randy Santana (2010)
- Francisco Sartiaguin (2009)
- Juan Sena (2010)
- Jesús Soto (2010)
- Luis Valdez (2010)
- Carlos Valenzuela (2010)
- Melvin Valladares (2010)
- Claudio Vázquez (2009–2010)
- Salvador Vázquez (2009–2010)
- Israel Velázquez (2009)
- Luis Hermilio Villegas (2010)
- Antonio Zacarías (2010)

Pogrubioną czcionką zaznaczono reprezentantów kraju.

## Trenerzy
- Gastón Obledo (cze 2009 – wrz 2009)
- Santiago Ostolaza (wrz 2009 – lis 2009)
- Jorge Martínez (sty 2010)
- Marcelino Bernal (sty 2010 – kwi 2010)
- José Treviño (lip 2010 – lis 2010)